# Hessischer Rundfunk
Hessischer Rundfunk (magyarul: Hesseni Rádió és Televízió) Hessen tartomány regionális közszolgálati médiuma, amely az ARD tagja.

## Történetelem
- 1924: Létrejött a SÜWRAG, a Hessischer Rundfunk elődje
- 1925: A Reichs-Rundfunk-Gesellschaft (Birodalmi Rádió Társaság) tagjává válik
- 1934: A nácik hatalomra kerülése után a SÜWRAG-ot átnevezik Reichssender Frankfurt-nak (Frankfurti Birodalmi Rádióadó) és a vezetője Hans-Otto Fricke intendáns lesz, akivel a nemzetiszocialista propaganda adóvá vált a társaság.  A rádió műsorát szigorú cenzúra alatt tartották a nemzetiszocialisták.
- 1939: A rádió a Großdeutscher Rundfunk (Nagynémet Rádió) tagja lesz.
- 1945: Az amerikai megszállási övezetbe került Hessenben megalapítják a Radio Frankfurtot.
- 1948. október 2.: A Hesseni Parlament megszavazta a "Hessischer Rundfunk-törvényt",amelynek (1)§-a kimondja, hogy a "Hessischer Rundfunk Hessen tartomány közszolgálati rádiója, amelynek székhelye Frankfurt am Mainban van".[1]
- 1949. január 28.: a Hessischer Rundfunk intendánsa Eberhard Beckmann lesz, akinek Lucius D. Clay Németország amerikai megszállási övezetének katonai kormányzója adja át a licencjogokat.[2]
- 1954. november 1.: Megkezdődik az ARD közös csatornájának műsora: a Deutsches Fernsehen.
- 1961. május 1.: Elindul a társaság, helyi, regionális műsorok.
- 1964: ZDF elindulása után NSZK-szerte az ARD regionális műsorai átkerülnek a "hármas programmra" (Drittes Fernsehsendung).

## Programkínálat

### Rádiós műsorok
- hr1 – Adult Contemporary stílusú zenéket sugárzó rádió.
- hr2-kultur – Kulturális műsorok.
- hr3 – Szórakoztató műsorok (Popzene), régen szolgáltató műsorokat sugárzott.
- hr4 – Könnyű szórakoztató műsorok, slágerzenék és hétköznaponként a tartományi városok stúdióinak magazinjai.
- hr-info – Hírműsorok, napi három híradóval benne politikai, gazdasági, sport és kulturális hírek.
- You FM – Ifjúsági műsorok (régen: hr XXL).

### Televíziós csatornák
- hr-fernsehen
- Das Erste – ARD közös műsora
- Phoenix –  ARD és ZDF közös aktuális, közéleti csatornája
- KiKA – ARD és ZDF közös gyermekcsatornája
- ARTE – német-francia kulturális csatorna
- 3sat –  ARD, ZDF, ORF és a SRG SSR közös kulturális csatornája.
- tagesschau24 – ARD hírcsatornája
- One